# 萨瓦伊岛
萨瓦伊岛（Savai'i Island）是萨摩亚两个主要岛屿中较大的一个，是一个位于西南太平洋的火山岛，隔阿波利马海峡与乌波卢岛相望。其西端距国际日期变更线仅20英里，因此有时也自称为“世界上最西的地方”。萨瓦伊岛面积约1610平方公里，人口约5万人。
19世纪早期，该岛也称作Pola岛。

## 地质

### 火山
萨瓦伊岛是一个活火山，上次爆发是在1911年。该岛由一个巨大的盾状火山构成